# Fairey Rotodyne
O Fairey Rotodyne foi um helicóptero composto ou girodino projetado e desenvolvido pela Fairey Aviation e intencionado para a aviação comercial e militar. Um desenvolvimento do anterior Fairey Jet Gyrodyne que estabeleceu o recorde mundial de velocidade para um helicóptero, o Rotodyne possuía jato-rotores nas pontas de seu rotor principal, que queimavam uma mistura de combustível com ar comprimido para a realização da rotação, possuía também em pequenas asas dois motores turboélices Napier Eland para a propulsão à frente. O rotor fazia como os voos de helicópteros comuns com decolagem e pouso vertical, além de voo pairado, bem como voo transicional de baixa velocidade, e auto rotacionado durante o voo de cruzeiro com toda a força dos motores aplicadas nos propulsores das asas.
Somente um protótipo foi construído, contudo mostrou-se muito promissor em seu conceito e em seus testes de voo, mas o programa foi eventualmente cancelado. Seu fim foi devido a uma rejeição de encomendas por parte de empresas de aviação comercial, uma das causas prováveis foi pelo fato de o rotor principal produzir muito ruído causado pelos jatos propulsores das pás. Por causas políticas, o projeto foi fundeado pelo governo - que teve também um papel na falta de encomendas, o que acabou condenando e engavetando o projeto.

## Design
O Rotodyne possuía um rotor largo com quatro pás e mais dois motores  turboélices propulsores Napier Eland N.E.L 3 montados um em cada ponta das pequenas asas.
Para a decolagem e aterrissagem o rotor era provido de quatro jato-rotores nas pontas de suas pás. Estes eram alimentados através de uma canalização de dos bordos de ataque das asas que iam até o topo do rotor. Cada motor fornecia ar para o par de rotores opostos; o ar comprimido era misturado com combustível e queimado. Como um sistema de torque mínimo de rotor, não necessitou de um sistema antitorque, sendo o seu giro controlado por pedais que direcionavam dois lemes na cauda em conjunto com o torque dos propulsores em velocidades baixas. Os propulsores fornecem empuxo para o voo translacional enquanto o rotor auto rotaciona. O cockpit incluí um manche cíclico e um elevador coletivo como em um helicóptero.
A transição para autogiro ocorre quando a aeronave atinge 96,6 km/h (60,0 mph) (outras fontes dizem 110 kn (204 km/h)) por desligar os jato-rotores, e até a metade da elevação era fornecida pelas asas, permitindo maior velocidade.
A lâminas do rotor são aerofólios simétricos em torno de um mastro de carga. O aerofólio foi feito de aço e liga leve devido às preocupações com o centro de gravidade. Da mesma forma, a longarina foi formada a partir de um bloco de aço usinado grosso para a frente e uma seção mais fina formada a partir de aço dobrado e rebitado para a retaguarda. O ar comprimido era canalizado através de três tubos de aço na lâmina. As câmaras de combustão dos jato-rotores eram feitas de Nimonic 80 com forros feitos de Nimonic 75.

## História

### Desenvolvimento
A Fairey desenvolveu o Fairey FB-1 Gyrodyne, uma única aeronave a ter o direito de receber a terceira denominação de uma aeronave de asa rotativa, incluindo o autogiro e o helicóptero. Tinha pequenas semelhanças com o posterior Rotodyne, eles foram caracterizados pelo inventor o Dr. J.A.J Bennett, antigamente Oficial Chefe Técnico da pré-Segunda Guerra Mundial Cierva Autogiro Company uma aeronave intermediária designada para combinar segurança e simplicidade o autogiro com performance de planamento. Este aeródino era provido em todas as fases de voo por um coletivo de elevação tendo função automática de torque de eixo, possuía propulsores laterais para impulsão à frente durante o voo e correção de torque do rotor. O FB-1 marcou um recorde mundial de velocidade em 1948, mas um acidente fatal devido a uma má maquinagem da lâmina do rotor fez com que o projeto fosse terminado. O segundo FB-1 foi modificado para investigar a possibilidade de utilizar jato rotores nas pontas das pás no rotor principal com a propulsão sendo provida dos motores montados nas pequenas asas laterais na fuselagem. Este segundo foi então renomeado para Fairey Jet Gyrodyne, que apesar de seu nome foi um autogiro composto.
A Fairey colocou para a frente os seus vários designs para o proposto BEA Bus, foi revisado por anos, e recebeu fundos do governo. No entanto, obter acesso aos motores provou ser difícil, com primeiro a Rolls-Royce e a Armstrong Siddeley que alegavam falta de recursos. Em 1953, o Ministry of Supply contratou para a produção do protótipo (número de série XE521).

Com vista a uma aeronave que iria cumprir a aprovação regulamentar no menor tempo possível, a Fairey trabalhou com os designers para encontrar os requisitos da Aeronavegabilidade Civil para tanto um helicóptero e um avião com dois motores convencional. Um modelo com um sexto da escala sem rotor foi testado em túnel de vento para aferir as performances de aerodinâmica das asa do modelo. Um modelo com escala 1/15 foi testado com rotor adicionado para investigar as propriedades.

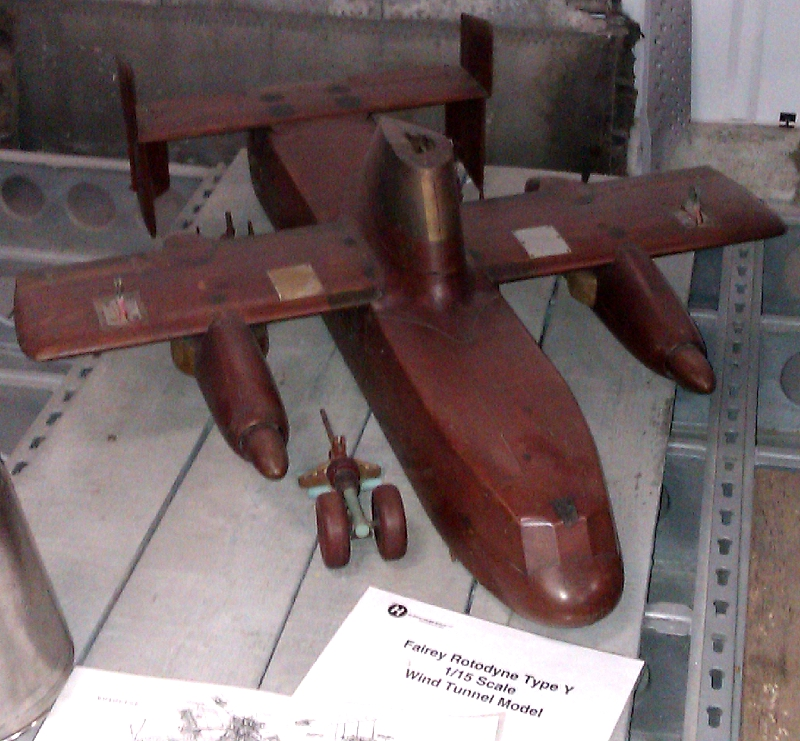
Modelo do Rotodyne testado no túnel de vento.

Enquanto o protótipo estava sendo construído, o financiamento para o programa atingiu uma crise. Cortes na defesa expedidos pelo Ministry of Defence para retirar o apoio, empurrando o fardo dos custos para qualquer cliente civil possível. O Governo concordou em continuar a financiar apenas se, entre outras qualificações, a Fairey e a Napier contribuíssem com os custos do Rotodyne e do Eland respectivamente.

### Teste e evolução

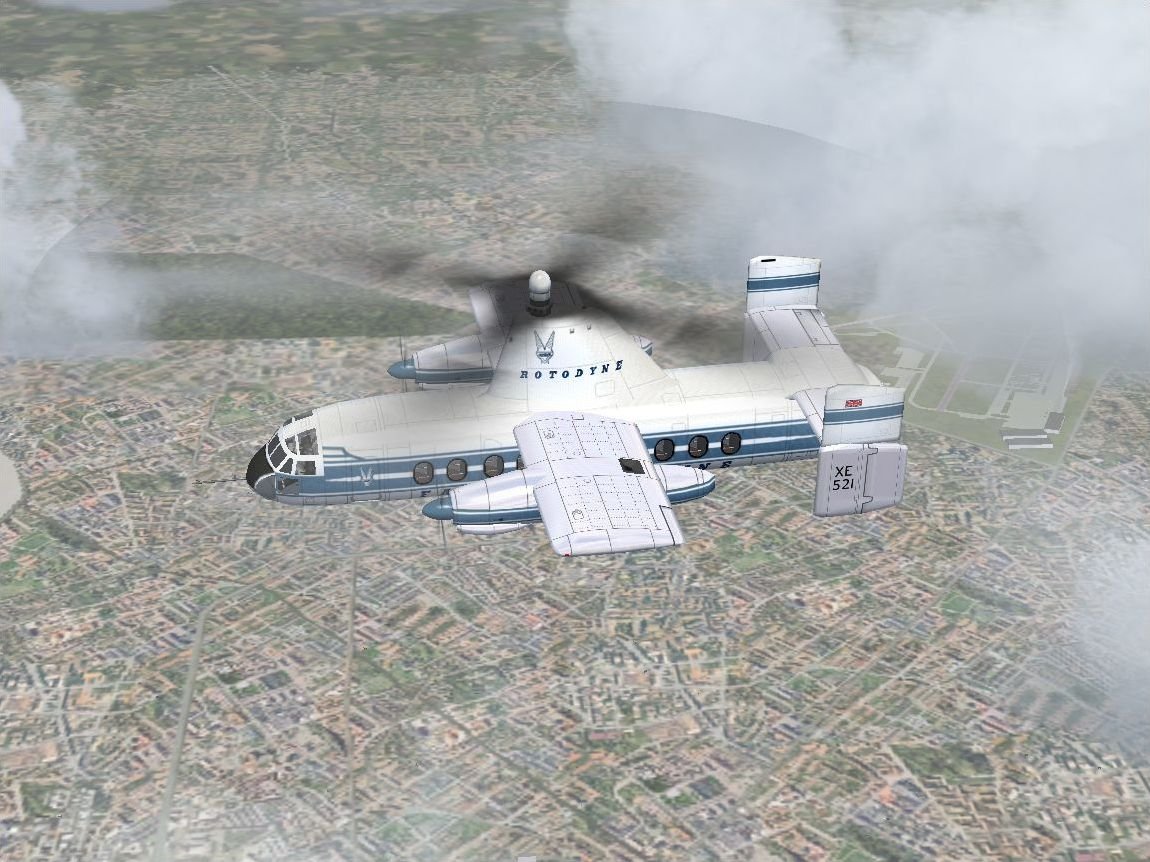
Imagem em computação gráfica do Rotodyne em voo.

Apesas de J.A.J. Bennett ter deixado a Fairey para juntar-se com a Hiller Helicopters da Califórnia, o protótipo, e seu desenvolvimento foi assumido pelo Dr. George S. Hislop, realizando o seo primeiro voo em 6 de novembro de 1957 pilotado pelo piloto de teste e Chefe de Helicópteros Líder de Esquadrão W. Ron Gellatly com assistência do segundo piloto de testes Chefe de Helicópteros Tenente Comandante John G.P. Morton.

A primeira transição bem sucedida do voo vertical para o horizontal e do horizontal para o vertical foi realizada em 10 de abril de 1958. O Rotodyne realizou de acordo com expectativas, e definiu um recorde mundial de velocidade para a categoria de um convertiplano, marcando 307,2 km/h (191 mph) em 5 de janeiro de 1959 em um circuito fechado de 100 quilômetros. Além de ser rápido, a aeronave tinha um recurso de segurança: ele podia pairar com um motor desligado, o protótipo demonstrou vários pousos como um autogiro. Foi demonstrado várias vezes em shows aéreos de Farnborough e Paris, maravilhando sempre os espectadores. Ele até levantou um vão de ponte de 30,5 m (100 ft).
O Rotodyne mostrou-se com melhor tipo de via e rotor descarregado que um helicóptero puro e outras formas de convertiplanos. a aeronave poderia voar à 324 km/h (175 kn) e puxado em uma curva de subida íngreme sem demonstrar quaisquer características adversas de manuseio.
Em todo mundo houve interesse no prospecto do projeto pelo uso do transporte entre cidades do modelo. O mercado para o Rotodyne foi o de transporte de carga média ou "ônibus voador". Ele podia decolar verticalmente de um heliponto na cidade, com toda a elevação fornecida pelos jato rotores das pontas do rotor principal, então aumentando a velocidade aerodinâmica, ventualmente com toda a energia dos motores que estão sendo transferidos para os propulsores com o rotor girando automaticamente. O Rotodyne alcançava velocidade de cruzeiro de 280 km/h (151 kn).
A British European Airways cogitou interesse na compra de seis aeronaves, com possibilidade para a aquisição de 20. A Força Aérea Real encomendou 12 versões de transporte militar. A New York Airways intencionou adquiri 5 unidade à $2 milhões cada, com a opção de mais 15 embora com qualificações, depois de calcular que um Rotodyne podia operar com um costo de meia milha por assento de helicópteros; contudo, o custo de uma unidade era muito alto para pequenos transportes de carga de 10 a 50 milhas, e a Civil Aeronautics Authority foi oposta a uma aeronave de asa rotativa competindo com aeronaves convencionais em rotas longas. A Japan Airlines disseram que iriam experimentar o Rotodyne entre o Aeroporto Internacional de Tóquio e a sua cidade. O Exército dos Estados Unidos ficou interessado e cogitou a compra de 200 modelos Rotodyne Y, para serem fabricados sob licença noa Estados Unidos pela Kaman Helicopters em Bloomfield, Connecticut. O financiamento do governo foi garantido novamente sob a condição de que as encomendas firmes fossem obtidas da BEA. As encomendas civis dependiam de que os problemas de ruído fossem reparados satisfatoriamente, e essa importância fez a Fairey desenvolver 40 diferentes supressores de ruído em 1955.

### Cancelamento

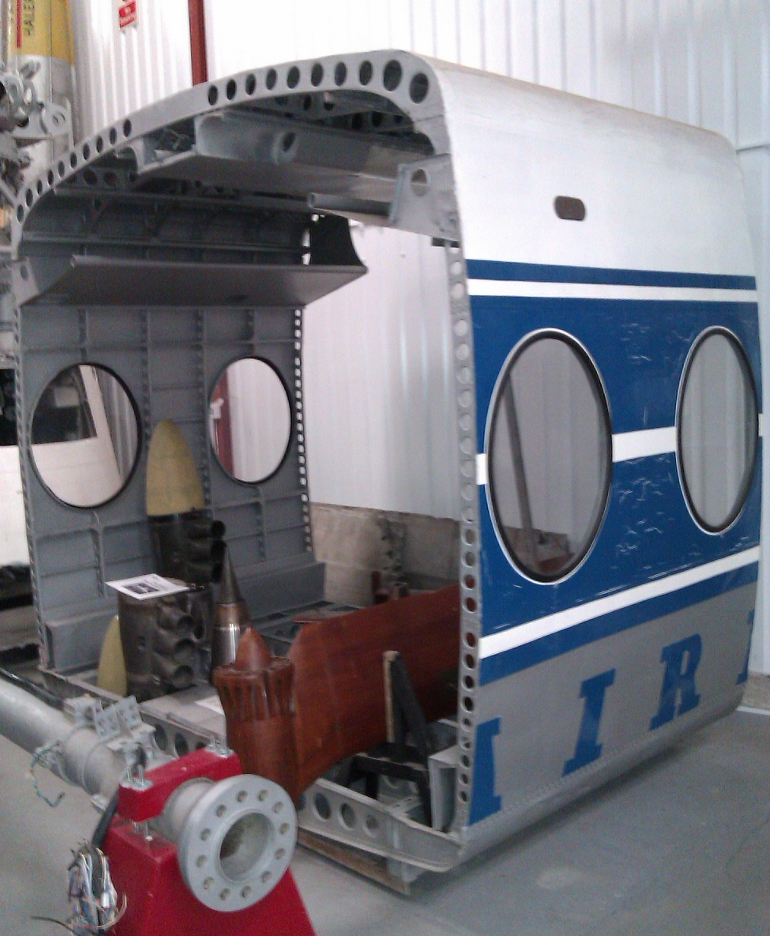
Uma das partes sobreviventes do protótipo desmanchado.

Em 1959, o Governo britânico, buscava cortar custos, decretou que o número de empresas de aeronaves deveria ser reduzido e estabeleceu expectativas para as fusões de empresas de fuselagens e motores. Retardando ou impedindo o acesso a contratos de defesa, as firmas britânicas foram forçadas a fazer fusões. A Saunders-Roe e a divisão de helicópteros da Bristol Aeroplane Company foram incorporadas pela Westland Aircraft, e em Maio de 1960 a Fairey Aviation Company foi também incorporada pela Westland. Nesta época o Rotodyne havia realizado voos com mais de 1000 pessoas e 120 horas em 350 voos e feito 230 transições entre helicóptero e autogiro – sem nenhum acidente. O design longo do Rotodyne Z que estava em desenvolvimento para 57 à 75 passageiros, que iria ter turboélices Rolls-Royce Tyne com potência de 5 250 hp (3 910 kW) cada e velocidade de cruzeiro de 370 km/h (200 kn). Seria capaz de transportar 8 t (17 600 lb) de carga e veículos do Exército Britânico que caberiam em sua fuselagem. O Governo prometeu mais £5 milhões de fundos. Mas os pedidos de encomenda da RAF não vieram – eles não tiveram interesse no design, com a questão da dissuasão nuclear à frente na época. O motor Tyne aparentava não ter a potência necessária para prover a aeronave e a Rolls-Royce informou que teriam que financiar o próprio desenvolvimento do motor.
No entanto, o fim veio quando o interesse mostrado pela BEA recusou a encomendar o Rotodyne por causa do ruído excessivo dos jatos rotores e a requisição militar também foi cancelada. Os fundos para o projeto do Rotodyne foram interrompidos no início de 1962. A gestão empresarial da Westland decidiu que o desenvolvimento necessário para o Rotodyne não chegaria a produção devido a redução dos fundos e investimentos requeridos. Depois que o programa foi terminado, o Rotodyne, que era, afinal, propriedade do governo, foi desmantelado e em grande parte destruído da mesma forma que o Bristol Brabazon. Uma simples baia de fuselagem, na imagem, mais os rotores e o mastro dos mesmos estão em exposição no The Helicopter Museum em Weston-super-Mare, Inglaterra.

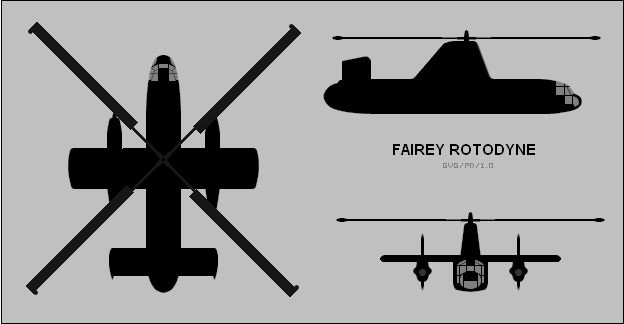
Planos de vista da aeronave.